# Kanton Montpellier-5
Kanton Montpellier-5 is een kanton van het Franse departement Hérault. Het kanton maakt deel uit van het arrondissement Montpellier.

## Gemeenten

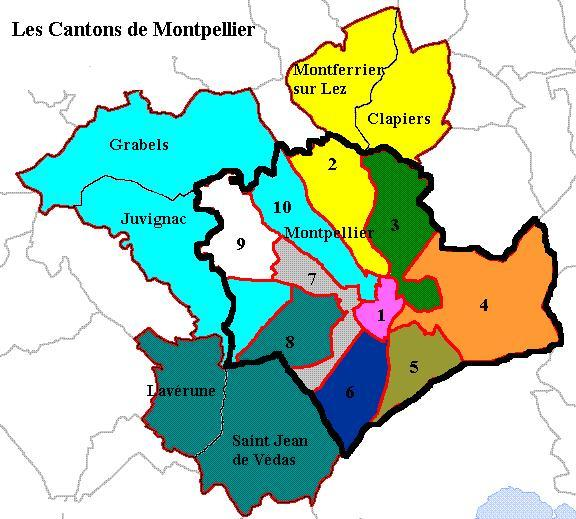
Kantons van Montpellier voor 2015

Het kanton Montpellier-5 omvatte tot 2014 de volgende wijken van de gemeente Montpellier :
- Moularès
- Près-d'Arènes
- Saint-Martin
- Cité Mion
- La Rauze
- Tournezy
- Pont-Trinquat
- La Restanque

Na de herindeling van de kantons bij decreet van 26 februari 2014,  met uitwerking op 22 maart 2015, omvat het kanton een zuidelijk deel van Montpellier.